# Осока Дёница
Осока Дёница (лат. Carex doenitzii) — вид травянистых растений рода Осока (Carex) семейства Осоковые (Cyperaceae), произрастающий на скалах в Японии (острова Хонсю и Кюсю) и на Дальнем Востоке России (остров Кунашир).
Вид назван в честь его коллектора, немецкого биолога Фридриха Карла Вильгельма Дёница.

## Ботаническое описание
Растения с длинными ползучими корневищами.
Верхние колоски (1—2) тычиночные, нижние (2—5) пестичные, продолговатые, редко с немногими тычиночными цветками в верхней части, на длинных или коротких ножках, иногда почти сидячие. Нижний кроющий лист без влагалища, равен соцветию или превышает его; чешуи пестичных колосков с более или менее длинной шероховатой остью, реже с коротким остроконечием. Мешочки плоско-выпуклые, рассеянно опушённые, по краям шероховатые, без жилок, постепенно переходят в глубокодвузубчатый носик, зубцы носика 1—1,3 мм длиной; плод целиком заполняет мешочек; столбик выступает из мешочков на 4—5 мм; рылец два, очень длинных.